# ريفيجنز
ريفيجنز (باليابانية: リヴィジョンズ، بالروماجي: Rivijonzu) مسلسل أنمي تلفزيوني من إخراج غورو تانيغوتشي، وإنتاج استوديو شيروغومي، عرض الأنمي في 10 يناير عام 2019 واستمر عرضه حتى 28 مارس عام 2019، وتكون من 12 حلقة.

## القصة
تدور أحداث القصة عن دايسوكي دوجيما، هو طالب تم اختطافه عندما كان طفلاً. وبعد تعرضه هو وأصدقاؤه لظاهرة غربية، تسمى شيبويا دريفت، تم نقله هو وأصدقائه إلى مركز شيبويا، 300 سنة في المستقبل.

## الشخصيات
دايسكي دوجيما (باليابانية: 堂嶋 大介 Dōjima Daisuke)
مؤدي الصوت: كوكي أوتشياما
ميرو (باليابانية: ミロ، بالروماجي: Miro)
مؤدية الصوت: ميكاكو كوماتسو
تشانغ غاي شتاينر (باليابانية: 張・剴・シュタイナー، بالروماجي: Chan Gai Shutainā)
مؤدي الصوت: نوبوناغا شيمازاكي
تشانغ لو شتاينر (باليابانية: 張・露・シュタイナー، بالروماجي: Chan Ru Shutainā)
مؤدية الصوت: ريي تاكاهاشي
مارين تيماري (باليابانية: 手真輪 愛鈴، بالروماجي: Temari Marin)
مؤدية الصوت: ماناكا إيوامي
كيسوكي أسانو (باليابانية: 浅野 慶作، بالروماجي: Asano Keisuk)
مؤدي الصوت: سوما سايتو
تشيهارو إيسوروغي (باليابانية: チハル・イスルギ، بالروماجي: Chiharu Isurugi)
مؤدية الصوت: يوكو هيكاسا
موكيو إيسوغي (باليابانية: ムキュー・イスルギ، بالروماجي: Mukyū Isurugi)
مؤدية الصوت: يوكاري تامورا
نيكوراسو ياتو (باليابانية: ニコラス・サトウ، بالروماجي: Nikorasu Satō)
مؤدي الصوت: هوتشو أوتسوكا
ميكيو دوجيما (باليابانية: 堂嶋 幹夫، بالروماجي: Dōjima Mikio)
مؤدي الصوت: تاكاهيرو ساكوراي
يوميكو يازاوا (باليابانية: 矢沢 悠美子، بالروماجي: Yazawa Yumiko)
مؤدية الصوت: أيا إندو
ريوهي كورويوا (باليابانية: 黒岩 亮平، بالروماجي: Kuroiwa Ryōhei)
مؤدي الصوت: ماساكي تيراسوما
سيتشيرو موتا (باليابانية: 牟田 誠一郎، بالروماجي: Muta Seiichirō)
مؤدي الصوت: نوبوؤو توبيتا
كاناي إيزومي (باليابانية: 泉海 香苗، بالروماجي: Izumi Kanae)
مؤدية الصوت: يوكا تيرازاكي

## وصلات خارجية
- الموقع الرسمي (باليابانية)
- ريفيجنز على موقع IMDb (الإنجليزية)
- ريفيجنز على موقع روتن توميتوز (الإنجليزية)
- ريفيجنز على موقع نتفليكس (الإنجليزية)
- ريفيجنز على موقع قاعدة بيانات الفيلم (الإنجليزية)
- ريفيجنز على موقع ANN anime (الإنجليزية)